# José Subirá
Pour les articles homonymes, voir José Subirá (homonymie).
José Montera Puig (en catalan, Josep Subirà i Puig), aussi connu par les nombreux pseudonymes qu'il a utilisé : Jesús À. Ribó, Rosa I. Jubés, Mauricio Puig, Ixión et El bachiller Orfeo, (Barcelone, 20 août 1882 - Madrid, 7 janvier 1980), est un musicologue et compositeur espagnol.

## Biographie
Docteur en droit par l'Université de Madrid, il étudie le piano et la composition au conservatoire de cette capitale. Il reçoit un prix de piano (1900) et obtient le diplôme de  composition avec Emilio Serrano en 1904, année où il se trouve de plus en résidence à Rome.
Depuis 1896 il réside à Madrid, bien que pendant quelque temps il se rende à Anvers, où il étudie l'histoire de la musique et l'esthétique. Il voyage de par le monde en donnant des conférences sur des thèmes musicaux. Avant la Guerre civile espagnole il travaille comme administratif dans la Junte pour l'Agrandissement d'Études et Recherches Scientifiques ainsi qu' au Ministère de travail. En 1921 il se porte candidat à la Chaire d'Histoire de la musique du Conservatoire, et n'est pas admis, comme il le dira lui-même, « à l'unanimité ». Dès lors, il se consacre à accumuler de vastes archives de recherches musicologiques avec des fiches minutieuses tirées d'archives paroissiales, dans les fonds des bibliothèques nationales et municipales et dans les legs de la Maison d'Alba, et sa renommée internationale croît à l'aune de ses nombreuses publications. Son étude sur la tonadilla escénica soulève un grand intérêt et influe puissamment sur l’œuvre de musiciens tels que Manuel de Falla, Ernesto Halffter et Joaquín Rodrigo.
Il apporte les catalogues musicaux de la Bibliothèque nationale, de la municipale, une histoire des théâtres Royal et du Palais Royal, une étude sur Tomás d'Iriarte et le melólogo, diverses histoires de la musique espagnole, l'ensemble de Thèmes musicaux madrilènes ou les milliers d'écrits parus dans des quotidiens et des revues avec la signature de Subira ou de ses divers pseudonymes, sans oublier le travail de  composition (œuvres originales, transcriptions, arrangements, harmonisations, instrumentations) ou celui de la promotion et d'éducation musicale. Avant la guerre civile, il écrit des articles dans Le Socialiste, ce que lui vaudra la répression postérieure.
Après la Guerre civile espagnole, il est sanctionné en 1941 par l'écart définitif de son poste en tant qu'auxiliaire du Ministère de travail à la suite de l'épuration politique de 1939 déclarée légalement par le régime de Francisco Franco. Sa réhabilitation a lieu bien plus tard en 1944 lorsqu'il est nommé chef de la section madrilène de l'Institut espagnol de Musicologie fondé en décembre 1943 avec Higinio Anglés comme directeur; plus tard, il exercera en tant que secrétaire de cet institut. En 1952 il entre à l'Académie royale des beaux-arts Saint-Ferdinand à Madrid, dont il est directeur de la bibliothèque . En 1945 l'Académie royale espagnole lui décerne un prix pour son Lexico de musica y danza. Le maire de Madrid, Enrique Tierno Galván, lui remet la médaille d'honneur de la ville. Il meurt à 98 ans, en 1980.

## Œuvres
Il collabore dans les principales revues espagnoles, comme Revista de la Biblioteca, Archivo y Museo del Ayuntamiento de Madrid; Gaceta de Bellas Artes, Revista Musical Catalana, Las Ciencias y Arbor, et dans les plus distinguées d'Europe : Revue de Musicologie, La Revue Musicale et L'Opéra-Comique, en France ; Die Musik et Musik in Leben, en Allemagne ; Acta Musicológica, Boletín de la Sociedad Internacional de Musicología et dans divers dictionnaires musicaux, dont le Musik-Lexicon de Riemann dans sa onzième édition, le Diccionario Enciclopédico Salvat et l'Enciclopedia Universitas.
Il écrit El compositor Iriarte (1750-1791) y el cultivo espanol del melólogo (mélodrame), Barcelone: CSIC, 1949, 2 vol. et des œuvres comme El teatro del Real Palacio (1849-1851) (avec un chapitre préliminaire sur la musique Palatina depuis Felipe V jusqu'à Élisabeth II), Madrid, C. Bermejo, 1950 ; Tonadillas Teatrales Inéditas, Madrid, Tipografía de Archivos, 1932 et un important Catálogo de la Sección de Música de la Biblioteca Municipal de Madrid ; Historia de la música española e hispanoamericana, Barcelone, Salvat, 1953. Il découvre l'opéra de Pedro Calderón de la Barca et Juan Hidalgo, Celos, aun del aire, matan, dont le manuscrit incomplet se trouvait à la Casa de Alba. Révisé par Subira, il est publié en 1933 avec son prologue et l'acte premier. Le reste, trouvé dans l'Université de Évora (Portugal), est finalisé en 1965.
Il cultive également épisodiquement la littérature de fiction avec des œuvres comme Su virginal pureza, roman, Carillones en la niebla (1925), Mi valle pirenaico (1927) et autres titres.
Il reçoit les Palmes académiques en France en 1924 et le titre d'Officier du Mandat de la Couronne en Belgique en 1925, Chevalier de la Légion d'honneur française en 1928 et chevalier de l'Ordre du Lion blanc de Tchécoslovaquie en 1931.
Les archives de José Subira sont conservées à la Bibliothèque nationale de  Catalogne.

## Publications
La bibliographie de Subira surpasse largement les deux cents titres. Une sélection de ses œuvres les plus représentatives est la suivante, :

### Histoire de la musique
- Las transformaciones orgánicas de la música. Madrid, 1918.
- El paisaje, las canciones y las danzas en Cataluña. Madrid, 1921.
- Los grandes músicos: Bach, Beethoven, Wagner, Madrid, 1924.
- Músicos románticos: Schubert, Schumann, Mendelsohn, Madrid, 1925.
- Colección de monografías musicales: I. Pergolesi. II. Schönberg. III Músorgski. IV Mozart. V. Nikolái Rimski-Kórsakov. VI Gluck.
- Enrique Granados. Madrid, 1926.
- Schumann. Vida y obras. Barcelona, 1921.
- El músico-poeta Clavé (1924)
- La tonadilla escénica[7], 1930, 4 vol.
- Ricardo Strauss (1925)
- Tonadillas satíricas y picarescas, 1927.
- La Música en la Casa de Alba, 1927.
- El compositor Iriarte (1750-1791) y el cultivo español del melólogo (melodrama), Barcelona: CSIC, 1949, 2 vol.
- El teatro del Real Palacio (1849-1851) (Con un bosquejo preliminar sobre la música Palatina desde Felipe V hasta Isabel II), Madrid, C. Bermejo, 1950
- Tonadillas Teatrales Inéditas, Madrid: Tipografía de Archivos, 1932
- Historia de la música teatral en España, Barcelona, 1932.
- La ópera en los teatros de Barcelona, 1945, 2 tomes.
- Historia universal de la música, Madrid, 1945.
- Historia de la música, Barcelona: Salvat, 2 vol.
- Historia y anecdotario del Teatro Real de Madrid, Madrid, 1949.
- Avec Higinio Anglés, Catálogo de la Sección de Música de la Biblioteca Municipal de Madrid

### Œuvre littéraire

#### Essais
- Universidades populares, 1907.
- Los Voluntarios españoles en la guerra europea: por qué luchan, Madrid: [s.n.], 1918.
- La Bélgica que yo vi, Valencia, Editorial Cervantes, 1919.
- La crisis de la vivienda: sus causas, males y remedios [Madrid, s. n., 1924]
- La Junta para ampliación de estudios: una gran obra de cultura patria, Madrid: Alrededor del mundo, 1924.
- La elegancia en sociedad. Preceptos del saber vivir, Madrid, 1924.
- "Señorío" y "Servidumbre" en la literatura, Madrid: Instituto Miguel de Cervantes de Filología Hispánica, 1954.
- Mis evocaciones infantiles y juveniles, Madrid: [s. n.], 1975.
- Mis evocaciones artísticas de Bélgica, Madrid: [s.n.], 1973.

#### Narration
- Ante la vida y ante la muerte: novela histórica [Madrid]: Patronato de Voluntarios Españoles (en la I Guerra Mundial): Pueyo, 1920.
- Epistolarios y narraciones: selección refundida [Madrid]: Patronato de Voluntarios Españoles / Pueyo, 1922.
- Memorias y diarios: recopilación glosada por José Subirá, [Madrid]: Patronato de Voluntarios Españoles / Pueyo, 1920.
- Así dijo Montiel...: historia novelesca, Madrid: Patronato de Voluntarios Españoles / Pueyo, 1920.
- Carillones entre nieblas. La Bélgica que yo vi, Barcelona: Editorial Cervantes, 1925.
- Su virginal pureza, novela. Madrid: Viuda de Pueyo, s. a. (1916?)
- Mi valle pirenaico, cuadros novelescos, Madrid, 1928.

### Œuvre musicale
- Himno a Santa Cecilia (1900).
- La prueba del espejo, zarzuela (1901).
- Suite para violín y piano (1903).
- Cuarteto (1904).
- Rayo de luna cantata (1905).
- Duo de rayo de Luna: leyenda lirica en un acto [S.l. : s.n., 18--?]
- Moro-moro: canto de guerra malayo [S.l. : s.n., 18--?]
- Junto a las mieses doradas: danza campestre [núm. 1] para piano Madrid / Barcelona: Ildenfonso Alier, [entre 1919 y 1925]
- Impresiones por provincianas [S.l. : s.n., 18--?]
- Transcription et harmonisation de Celos del aire matan, opéra de Juan Hidalgo sur le texte de Pedro Calderón de la Barca, publié par l'Institut d'Estudis Catalans.